# Precis guruana
Precis guruana är en fjärilsart som beskrevs av Alois Friedrich Rogenhofer 1891. Precis guruana ingår i släktet Precis och familjen praktfjärilar. Inga underarter finns listade i Catalogue of Life.